# Díptico de Estilicón
El díptico de Estilicón es un díptico consular de alrededor del año 400, realizado para Estilicón, magister militum del emperador Honorio. El díptico se encuentra en el Tesoro de la Catedral de Monza, a la que fue donado por el rey Berengario I hacia el año 900.

## Descripción
Se trata de un díptico consular típico de la época final bajoimperial, que era ofrecido como regalo por los cónsules con motivo de su toma de posesión. Constaban de dos tablillas unidas por una bisagra, a modo de libro, cuyo interior, de madera, se recubría de cera y se utilizaba para escribir. Por el exterior, las tablillas están cubiertas con un panel de marfil, aquí con la representación tallada de Estilicón y su esposa Flavia Serena (sobrina e hija adoptiva de Teodosio I) con su hijo Euquerio. La obra fue realizada, quizás por artesanos milaneses, con motivo del primer consulado de Estilicón (año 400).
Las dos tallas de marfil retratan, con depurada técnica, a los tres miembros de la familia representados de pie en pose frontal, como es típico del arte de esta época. Estilicón se representa armado con lanza y un escudo, apoyado en el suelo; Viste una preciosa túnica bordada larga hasta la rodilla y con mangas largas, cubierta con un rico manto cerrado con un peroné en el hombro derecho y cinturón que sostiene una espada. Su esposa Serena viste el traje tradicional de matrona romana, pero luce el peinado típico de la época. Los atuendos romanos han evolucionado y ya se ven "bizantinos", al igual que los grandes y preciosos broches de los mantos, el cinturón con gemas y joyas que lleva Serena. Junto a ella aparece su hijo Euquerio, en toga, sosteniendo el díptico (tablilla de escribir) que recibió por su nombramiento como notario.
La obra muestra la voluntad de subrayar la importancia del cónsul que quiso aparecer como defensor del imperio, un soldado al servicio de dos emperadores (Honorio y Arcadio), cuyos retratos son visibles en relieve en el escudo que sostiene con su mano.
El grupo familiar está enmarcado por una delicada estructura arquitectónica que aísla a los personajes en un espacio privilegiado, mientras que la pose frontal y estática los sitúa fuera del tiempo, casi como apariciones sagradas. Este tipo de representación idealizada y sacra de los personajes de la corte refleja en la propaganda imperial el carácter sagrado del poder, querido por Dios para la salvación de los hombres.